# 1983年美國
|        | 美國歷史 \| 美國歷史年表                                                                                                   |
| 世紀： | 19世紀美國 \| 20世紀美國 \| 21世紀美國                                                                                     |
| 年代： | 1950年代美國 \| 1960年代美國 \| 1970年代美國 \| 1980年代美國 \| 1990年代美國 \| 2000年代美國 \| 2010年代美國               |
| 年份： | 1979年美國 \| 1980年美國 \| 1981年美國 \| 1982年美國 \| 1983年美國 \| 1984年美國 \| 1985年美國 \| 1986年美國 \| 1987年美國 |
| 紀年： | 美国独立207周年 |

## 聯邦政府

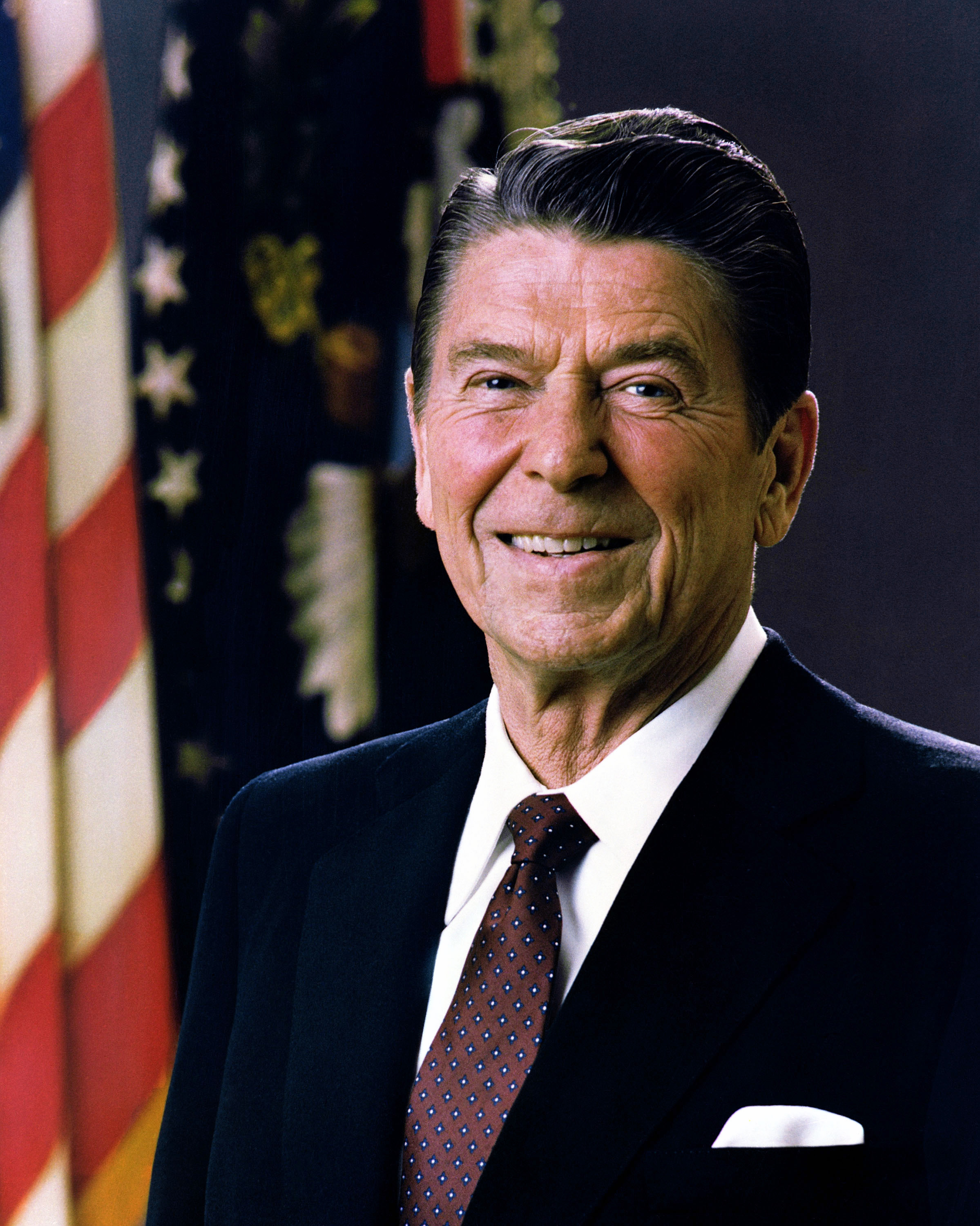
總統：罗纳德·里根
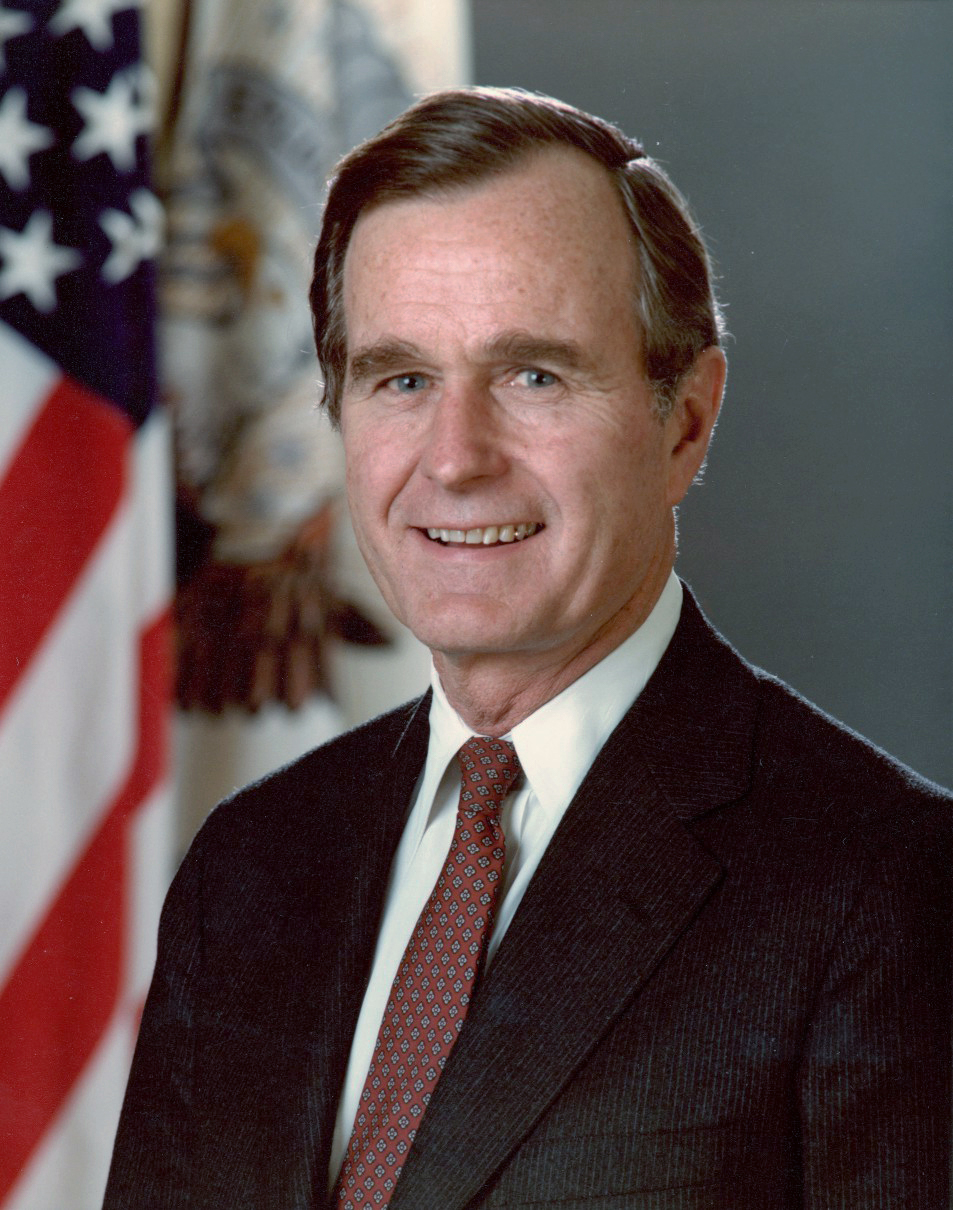
副總統：乔治·赫伯特·沃克·布什
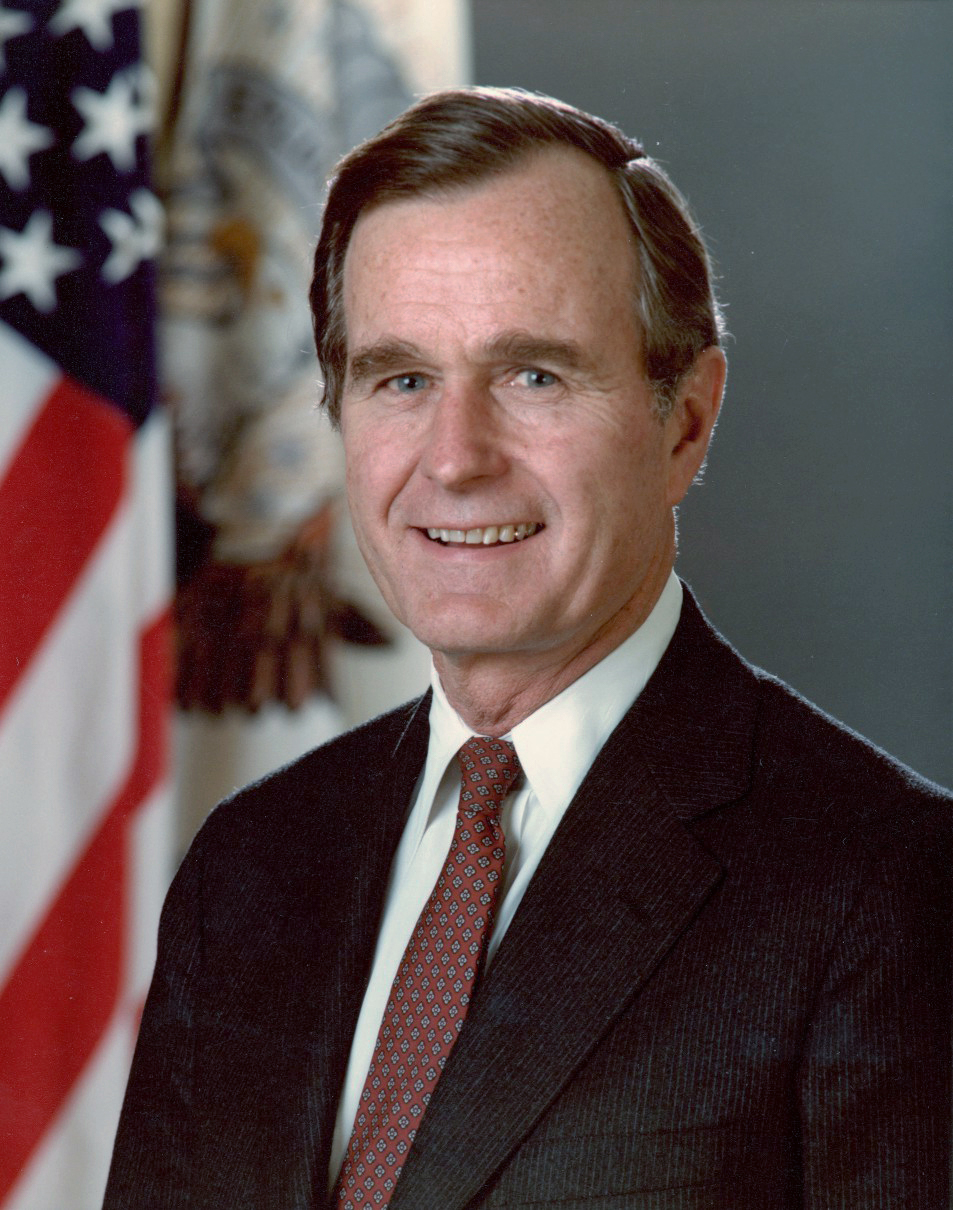
參議院議長：喬治·赫伯特·華克·布希（副總統兼任）
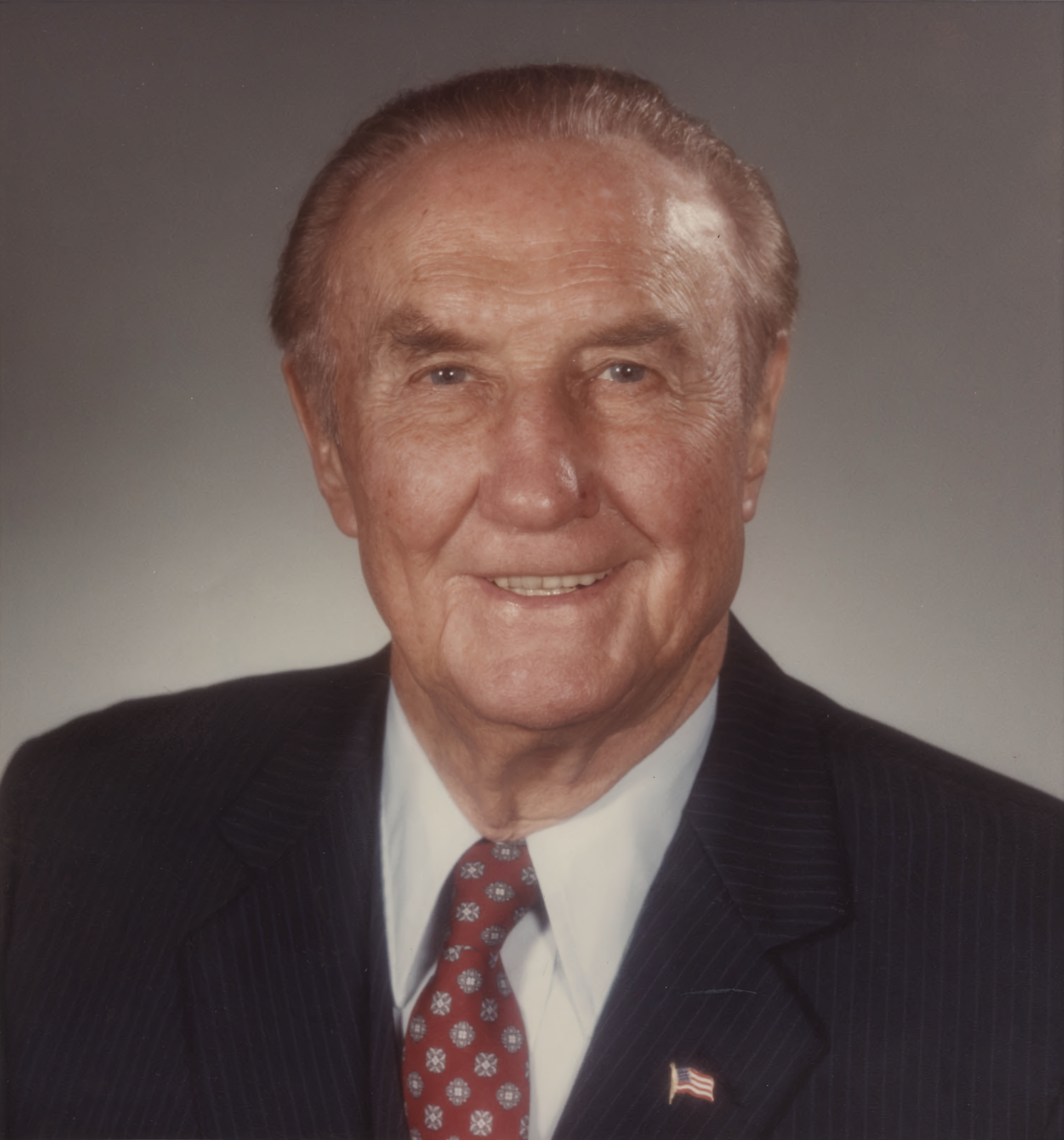
參議院臨時議長：斯特罗姆·瑟蒙德
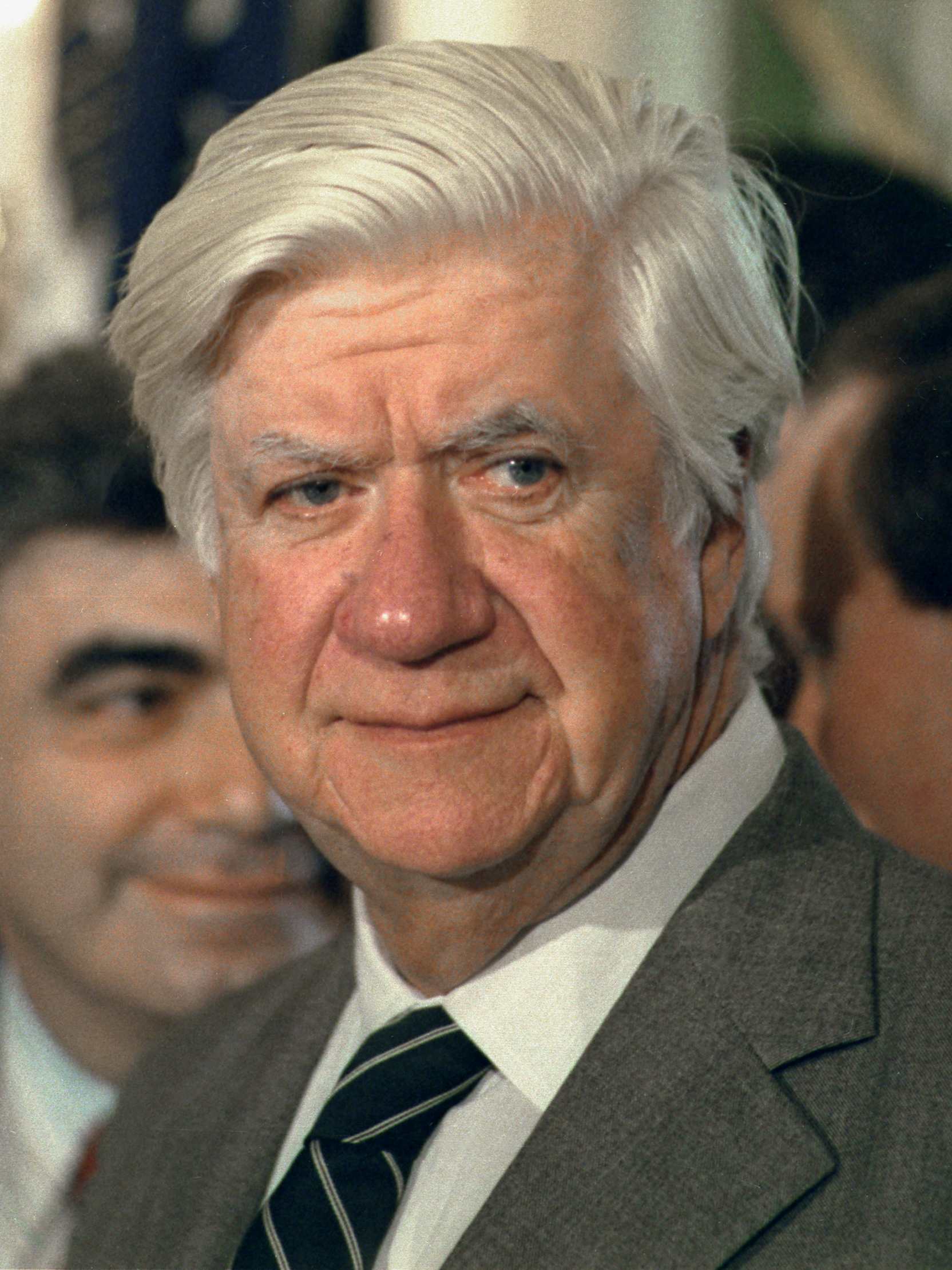
眾議院議長：提普·奥尼尔
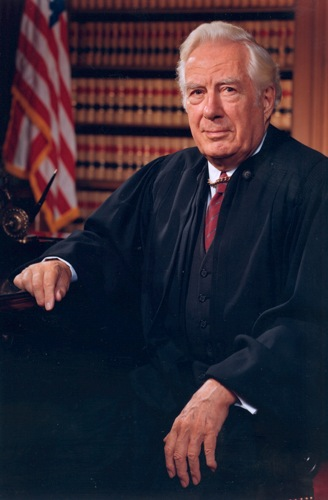
首席大法官：沃伦·厄尔·伯格

## 大事記

### 1月
- 1月2日——音乐剧Annie在表演了2,377场后，在纽约市百老汇的Uris Theatre进行最后一次演出。(New Deal For Christmas)

### 2月
- 2月24日——美国国会的一个特别委员会发布了一份批评在二战时期日本拘留所的行为的报告。

### 3月
- 3月8日——美国总统罗纳德·里根称苏联为“邪恶帝国”（"Evil Empire"）。
- 3月23日——星球大战计划：总统里根制订了他的第一个用于发展拦截敌军导弹技术的提案。媒体称这个为“星球大战”。

### 5月
- 5月17日——黎巴嫩、以色列和美国在以色列从黎巴嫩撤军协议上签字。
- 5月19日——保羅·布雷默被任命為美國駐荷蘭大使。
- 5月25日——星際大戰六部曲：絕地大反攻在美國上映。

### 6月
- 6月24日——得薩利·賴德乘坐“挑戰者”號航天飛機成為第一個進入大空的美國婦女。

### 9月
- 9月5日——中、日、英、美的石油公司在中国南海合作勘探开发石油的合同在北京签署。

### 10月
- 10月25日——美国入侵格林纳达。

### 12月
- 12月28日——美國正式通知“聯合國科教文組織”，將在一年后退出這個組織。